# 竇常
竇 常（とう じょう、746年 - 825年）は、唐代の官僚。字は中行。本貫は京兆府金城県。弟は竇牟・竇羣・竇庠・竇鞏。

## 経歴
代宗朝の左拾遺の竇叔向の子として生まれた。同昌郡司馬の竇亶の孫にあたる。大暦14年（779年）、進士に及第し、広陵の柳楊に居住した。廬を結んで樹を植え、官位俸禄を求めなかった。講学と著述を仕事として、およそ20年間出仕しなかった。貞元14年（798年）、成徳軍節度使の王武俊が掌書記として召し出そうとしたが、竇常は就任しなかった。その年、杜佑が淮南節度使となると、竇常はその推挙により校書郎に任じられ、淮南節度参謀をつとめた。元和6年（811年）、湖南都団練判官から入朝して侍御史となり、水部員外郎に転じた。朗州刺史として出向し、夔州・江州・撫州の刺史を歴任した。入朝して国子祭酒となり、致仕を求めた。宝暦元年（825年）、死去した。享年は70。越州都督の位を追贈された。
子に竇弘余があり、会昌年間に黄州刺史となった。

## 伝記資料
- 『旧唐書』巻155 列伝第105
- 『新唐書』巻175 列伝第100